# Pino Masnata
Pino Masnata, pseudonimo di Giuseppe Masnata (Stradella, 4 agosto 1901 – Stradella, 22 ottobre 1968), è stato un poeta e commediografo italiano.

## Biografia
Figlio di Antonina Lentini e Giovanni Masnata, frequentò le elementari e il ginnasio nel Collegio Nazionale Vittorio Emanuele di Voghera.
Si associò quindi al secondo futurismo, un movimento più fluido e meno rigido del futurismo nato nel 1909, dove gli aderenti non erano costretti in un'unica e sola teoria, quella che si identificò con la voce di Filippo Tommaso Marinetti, ma erano lasciati più liberi di sperimentare.
Anche se si definisce un futurista a tutti gli effetti, Masnata non spinge mai la sua contestazione al rifiuto assoluto della tradizione letteraria perché è convinto che l'originalità non vada espressa necessariamente nel contenuto ma soprattutto nella forma e così rimane attaccato a temi quali l'amore, il tradimento, la città e la natura ma anche la gioia per la paternità, la politica e la medicina.
Masnata imprime alle sue opere un'inequivocabile impronta futurista specialmente per quel che riguarda l'aspetto formale. La sua produzione poetica comprende tavole parolibere, parole in libertà, aeropoesia e poesia dei tecnicismi, seguendo quindi quella “poliespressività” tipica del movimento che lo porta ad essere confirmatario con Marinetti del Manifesto della radio, drammaturgo in Anime sceneggiate, poeta parolibero in Poesia dei ferri chirurgici e in Tavole parolibere, teorico e studioso della visualità in Poesia visiva. È sempre stato ardito sostenitore del futurismo specialmente per la configurazione stessa che il movimento offriva, con la possibilità di condurre sempre nuove ricerche specialmente nel campo della visualità che fecero di questo letterato innanzitutto uno sperimentatore di tecniche e strutture nel teatro e nella radio ma anche nel linguaggio e nella sintassi delle sue poesie.

### L'incontro con Marinetti
Il 1919 è un anno di importanti avvenimenti: si iscrive alla Facoltà di Medicina e Chirurgia nell'Ateneo di Pavia in cui si laureerà a pieni voti il 25 novembre 1925 e conosce Filippo Tommaso Marinetti e Paolo Buzzi in Corso Venezia 61 a Milano, casa del capo del Futurismo.
Nel suo diario privato scrive così del suo maestro:
«Marinetti mi esaltava sempre forse troppo perché io avevo accettato in pieno il suo paroliberismo e scritto un volume Poesia dei ferri chirurgici dove il paroliberismo si affermava con una personalità distinta. Ciò inorgogliva Marinetti. Il modo suo non era il suo stile ma un mezzo perché gli altri poeti trovassero un loro particolare stile. Infatti, quando chiesi a lui un giudizio sincero sul volume mi disse:
- mi spiace non averlo scritto io stesso.
- se si dovrà fare un'Opera Omnia delle mie opere metterò in appendice il tuo volume a dimostrazione della validità delle parole in libertà». (15 ottobre 1961, Diario di bordo).

### L'adesione al futurismo
Pino Masnata inizia la sua attività letteraria molto giovane.
Risale al febbraio del 1920 la pubblicazione di Tocca a me! Azione visionica futurista, lavoro preceduto da una lettera a Marinetti, Settimelli e Corra (i fondatori del Teatro futurista sintetico) che gli permette di entrare nell'ambiente culturale futurista. In questo breve lavoro spiega le norme della narrazione visionica, codificate a distanza di pochi mesi nel Manifesto del teatro visionico: «creare il personaggio», «creare la scena variabilissima», «non curarsi che il pubblico comprenda il limite tra il reale, l'irreale, il pensiero e l'azione», «deformare e compenetrare, ove occorra, i tempi, la scena, le azioni, i personaggi». Le parti più importanti, ovvero le "visioni" vengono raccontate con la tecnica del verso libero dal “creante” senza rispettare l'ordine cronologico degli eventi ma seguendo il rapido fluire dei ricordi. In questo modo di fare teatro diviene dunque centrale la visualizzazione dei pensieri: il protagonista racconta gli eventi trasfigurati dalla mediazione dell'io e dalle emozioni che la realtà suscita su di esso.
Il Manifesto del teatro visionico è l'opera con cui Masnata entra nel futurismo grazie all'interesse mostratogli da Marinetti.

### Il periodo prebellico

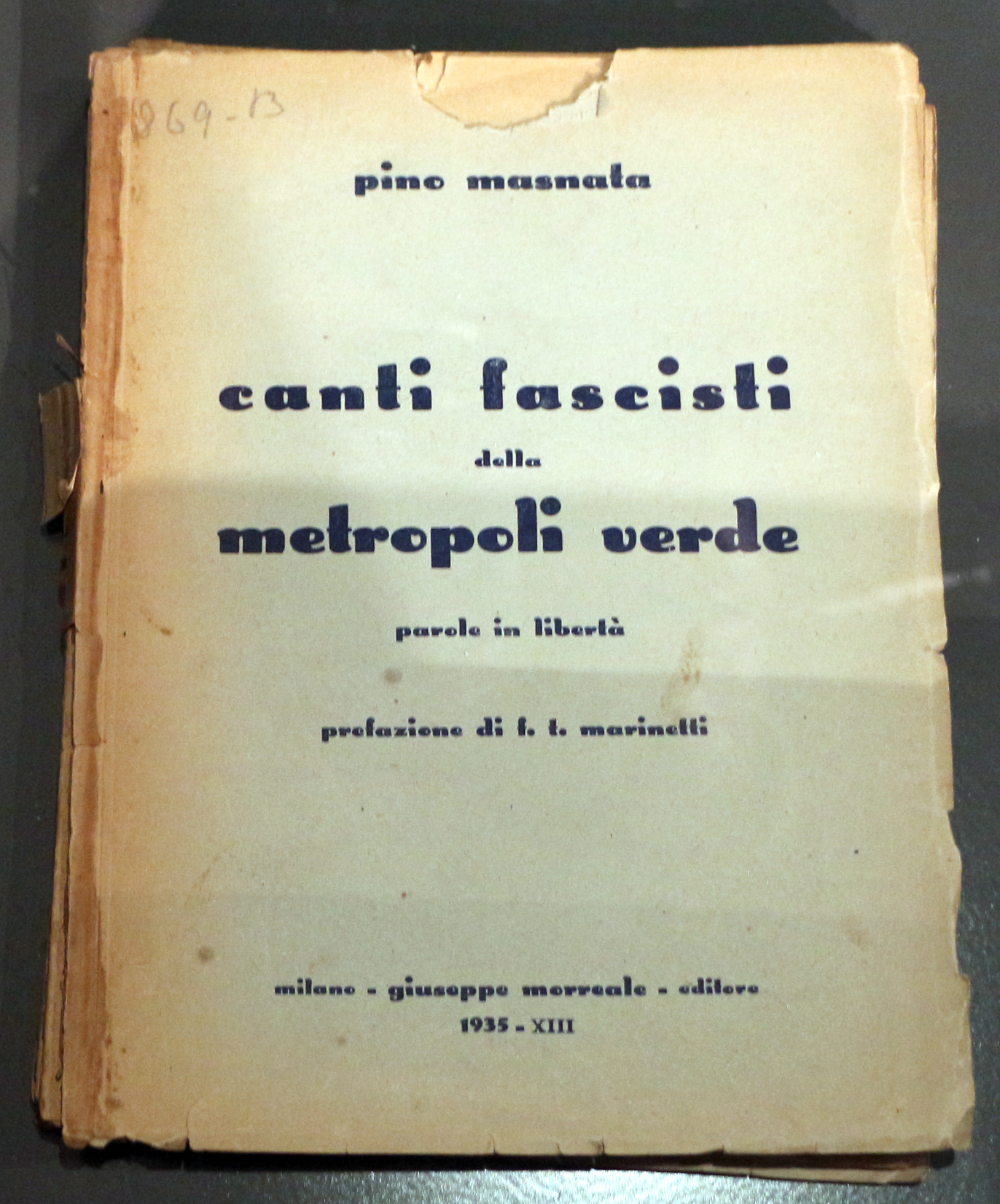
Pino Masnata, Canti fascisti della metropoli verde, Milano 1935

Nel 1927, durante il servizio militare, scrive La moglie infedele, Colori di laboratorio e Francesca da Rimini, tre opere che seguono i principi del teatro visionico che verranno pubblicate nel volume Anime sceneggiate nel 1930.
Nello stesso anno compare tra i “poeti-paroliberi-propagandisti futuristi” del celebre libro bullonato Depero Futurista, pubblicato da Dinamo Azari.
Al successo e l'interesse della critica che seguono le sperimentazioni teatrali, in particolare per Colori di laboratorio, si aggiungono anche le conquiste a livello lavorativo. Tornato dal servizio militare, infatti, viene nominato assistente volontario universitario presso la Clinica Chirurgica della R. Università di Milano per l'anno accademico 1927-1928.
Nel 1931 inizia la collaborazione con il musicista Carmine Guarino. I giornali italiani pubblicheranno numerosi articoli riguardanti la prima radiopera italiana Tum-Tum Ninna Nanna (Il cuore di Wanda) che fu rappresentata il 20 dicembre 1931 e di cui il Radiocorriere pubblicherà il libretto. Il lavoro di Guarino e Masnata è la prima espressione artistica creata appositamente per la radio. La critica la accoglie con unanime consenso. È Masnata stesso a spiegare i principi seguiti per la realizzazione di quest'opera, che nulla ha in comune con gli spettacoli radiofonici solitamente trasmessi:
«…La scelta del soggetto fu tutt'altro che facile. Ritenendo per la radio la necessità di un'accurata scelta di elementi interessanti solo se trasmessi per radio, eliminando, cioè, negli ascoltatori la nostalgia della mancanza della visione e ponendo come capisaldi la brevità, la sintesi, la fantasia, e l'originalità, ci siamo orientati nella possibilità di trasmettere paesaggi intimi, sensazioni, stati d'animo, anche per sfuggire al pedestre realismo radiofonico dei cosiddetti radiodrammi imperanti finora nel mondo radiofonico». (N.A. Un'opera lirica per la radio: intervista a Guarino e Masnata, Radiocorriere, Torino, 17 ottobre 1931).
Il 31 agosto viene pubblicato in Oggi e Domani il testo della radiopera La bambina ammalata, trasmessa per la prima volta dalla RAI nel 1931. La radiopera Il ritmo e la gelosia, invece, verrà pubblicata dalla rivista Nicia nel 1932 ma mai trasmessa.
Il 1932 è anche l'anno della pubblicazione delle Tavole Parolibere, iniziate subito dopo il primo incontro con Marinetti e presentate già tra il '20 e il '21 a Roma alla Galleria Bragaglia, a Bologna al Teatro Modernissimo e a Torino al Winter Club. In queste tavole le parole hanno una duplice valenza: quella verbale e quella grafica. La disposizione tipografica delle lettere nel foglio aiutano la percorribilità della lettura. Marinetti, firmatario dell'introduzione dell'opera, le metterà a confronto con le sue (Zang Tumb Tumb e Mots en liberté futuristes) e quelle dei suoi colleghi Paolo Buzzi (Conflagrazione), Corrado Govoni (Rarefazioni e Parole in libertà), Ardengo Soffici (Chimismi lirici) e ne proclamerà l'assoluta creatività in quanto portatrici di almeno due diversi significati, uno dato dal disegno e l'altro dalla parola: il significato plastico e quello alfabetico sono una simultaneità di due concetti diversi. Il capo del futurismo dichiara in una breve intervista per la rivista “Impero” il 9 luglio 1932:
«Bisogna notare come in questi paesaggi disegnati o costruiti tipograficamente, ogni parola suggerisce mediante la sua tipica architettura plastica pensieri, sensazioni che si innalzano, si snodano, con un vigore lirico originalissimo sonoro e plastico […] Oltre il loro intimo dilagare di suggestioni, le parole inondano di inattesi significati il lettore, mediante il vario sviluppo della loro forma esteriore. Queste tavole sinottiche sono di colpo individuate dal lettore, percepite nel loro valore di insieme in un solo sguardo sintetico che può mutarsi tutto in un sol grido del declamatore o anche soffocare questo stesso grido. […] Dunque poesia prevalentemente plastica che organizza e stabilisce i suoi silenzi e le sue pause, cioè i suoi spazi bianchi musicali».
Il volume verrà anche giudicato entusiasticamente da Fortunato Depero in Dinamo futurista (Rovereto, 1933): le tavole parolibere di Masnata sono «sintesi di stati d'animo sconfinanti dalla letteratura nel dominio delle arti plastiche» e sono contemporaneamente «sintesi poetiche e sintesi plastiche».
Nel 1933 il poeta vince il Casco di Alluminio, progettato da Enrico Prampolini, in una gara poetica sul tema "Umberto Boccioni e la modernolatria" alla quale parteciparono più di cento poeti. La giuria lo proclamò “Poeta Campione Nazionale 1933” con le liriche Gli Addii, Quelli che vanno, Quelli che restano «per la mirabile sintesi e simultaneità del suo componimento, perfettamente aderente allo spirito del grande scomparso». (Anonimo, La travolgente galoppata lirica alla Galleria Pesaro, Il Medico Masnata proclamato Poeta-Campione 1933, La sera, Milano, 16 giugno 1933. Anonimo, Il circuito di poesia futurista. Il casco d'alluminio a Masnata, “Gazzettino di Venezia”, 17 giugno 1933. Anonimo, L'adunata dei futuristi a Milano, Piccolo, Trieste, 16 giugno 1933. Anonimo, Il Dottor Masnata si aggiudica il casco di alluminio in 7'12" e 1/5, Nuovo Cittadino, Genova, 17 giugno 1933).
Nello stesso anno viene pubblicato sulla Gazzetta del Popolo il Manifesto futurista della radio, firmato Filippo Tommaso Marinetti e Pino Masnata. Come "pittura", "scultura", "poesia" e "cinematografia" anche il complesso delle espressioni radiofoniche deve terminare linguisticamente in "a". La radia, dunque, identifica il «nome che noi futuristi diamo alle grandi manifestazioni della radio» che viene identificata come luogo per una nuova arte, fatta di rumori e sintesi di azioni simultanee. Preoccupato che la fonte dalla scienza nucleare non sarebbe stata capita dal lettore del manifesto, Masnata scrive scrive un commento al Manifesto, una cinquantina di pagine intitolate “Il nome radia”, che verranno pubblicate postume a cura di Margaret Fisher nel 2012 (Radia. A gloss of the 1933 futurist radio manifest, Second Evening Art) e a cura di Margaret Fisher e Laura Fournier Finocchiaro nel 2021 (Il nome Radia e altri scritti futuristi, Pendragon Ed.).
In ottobre partecipa alla prima "Mostra Nazionale Futurista" in piazza Adriana a Roma che verrà saccheggiata dai ladri i quali ruberanno anche alcuni dei suoi libri.
Il 10 giugno 1934, al Teatro di Palazzo Litta di Milano, la Compagnia Filodrammatica Stabile del Dopolavoro Ferroviario mette in scena Colori di laboratorio.
Nello stesso anno vince con il poemetto Fiume il «primo premio del concorso per l'elegia fiumana indetto dalla Confederazione Fascista degli Artisti e Professionisti per incarico del comitato generale per il Decennale dell'annessione di Fiume all'Italia (presidenza Sen. Prof. Balbino Giuliano).
Il 19 dicembre declama alcune parole in libertà al Circolo del "Convegno" di via Borgospesso discutendone la teoria in un audace esperimento di “rivista parlata” ideato da Enzo Ferrieri e con la partecipazione di Marinetti, Buzzi, Munari e Manzoni.

### Verso la guerra
Nel 1935 viene pubblicato il volume Canti fascisti della metropoli verde, esempio di aeropoesia. La prima parte del volume comprende poemi paroliberi di carattere politico già declamati in varie serate futuriste tra cui Aeroplani, una lunga tavola parolibera esaltante l'aviazione con squadriglie di “T” in formazione (tavola già uscita sul settimanale “Roma futurista” di Roma il 16 aprile 1933). La seconda parte (La metropoli verde) contiene poemi che rispondono tutti al problema della ricerca di un linguaggio moderno.
Nello stesso anno si arruola volontario nelle file della Divisione 28 Ottobre con il grado di Ufficiale medico e parte con Marinetti per l'Africa Orientale Italiana. Là ricoprirà il ruolo, oltre che di medico, di segretario di Marinetti (che gli detterà il Poema Africano). L'anno seguente gli verrà consegnata la croce di guerra al valor militare con la seguente motivazione «Ufficiale medico, in cinque giornate di combattimenti si prodiga nella sua missione, con sprezzo del pericolo, in momenti difficili e pericolosi, compiva atti operatori con mezzi di fortuna, allo scoperto, sapendo infondere calma e fermezza ai dipendenti e dimostrando alto spirito militare. Asgheb Tzelà, monte Latà, 1936».
Tornato dall'Africa partecipa al concorso per «gli affari del primo porto mediterraneo» di Genova, arrivando secondo con il Poema sugli affari del Porto di Genova, opera in cui utilizza per la prima volta una sua invenzione sintattica, il sostantivo a doppio caso, che prevede l'abolizione totale del "che".
Nel 1937 collabora con Marinetti per la stesura del Manifesto della poesia dei tecnicismi.
Nel 1938 viene nominato aiuto chirurgo del prof. Mario Donati all'Ospedale Maggiore di Milano e l'anno successivo gli viene assegnata la carica di docente in patologia speciale chirurgica e propedeutica clinica.
È proprio intrinsecamente legato al suo lavoro di medico il suo volume Poesie dei ferri chirurgici, perfetto esempio di poesia dei tecnicismi, presentato al pubblico nel 1938 e pubblicato due anni dopo insieme al Poema sugli affari del Porto di Genova come esemplificazione del suo studio sulla teoria delle parole in libertà, uscito sempre nello stesso volume. Questo libro gli varrà la vittoria ex aequo con Diana Cugini e Maria Goretti al concorso per il primo premio “Poeta originale” un anno prima della sua pubblicazione, il primo ottobre 1939. Siringhelli racconterà la presentazione di Poesie dei ferri chirurgici al Circolo Filologico di Milano su “Giopì” (Bergamo, 06 mar 1938):
«Per adeguarsi alla natura dell'evento, gli inservienti della sala portavano camici da infermieri, tutti macchiati di sangue e di altre sostanze imprecisabili; negli angoli al posto delle sputacchiere, erano stati deliziosamente disposti dei secchi colmi di viscere umani sanguinolenti e ancora fumanti; lungo le pareti erano appesi grandi quadri riproducenti le più gravi operazioni chirurgiche».
In questa opera è presente l'"aggettivo bivalente", altra invenzione sintattica di Masnata che prevede l'abolizione del "come".
Es: «In branda sotto la tenda l'addome teso tamburo batte lontano tra mille nemici» (da Poesie dei ferri chirurgici, Pino Masnata, Ed. Medici Domus, Milano, 1940).
Il 1938 è un anno fortunato anche per la sfera privata. Infatti, sposa Isabella Nicelli (i testimoni di nozze saranno Marinetti e Marinuzzi e le bomboniere verranno disegnate da Tullio D'Albisola) che qualche mese dopo rimarrà incinta e ispirandogli il libretto Isabella diventa una mamma, rimasto inedito fino al 1961. Proprio nel '39, infatti, nascerà la figlia Alessandra.

### Gli anni del conflitto
Qualche giorno dopo l'annuncio dell'entrata in guerra da parte dell'Italia, il padre Giovanni Masnata viene nominato Senatore dal Re insieme un gruppo di illustri medici su proposta del capo dello Stato.
Il 5 luglio del 1941 la Compagnia del Teatro Minore mette in scena Colori di laboratorio al Palazzo d'Arte della Triennale di Milano. Il regista, Ricciotto Tassi, «volle carta libera da me come regia. Quale disastro! Tutto lo sforzo da me fatto affinché non si comprendesse cosa fosse reale e cosa fosse pensiero venne da lui annullato. Spiegai a Tassi come non avesse capito nulla dello spirito del lavoro. E si corresse nella seconda serata. Ma alla prima a metà rappresentazione indignato mi alzai e uscii. Mi corse dietro una maschera: “Signore non vada ascolti fino alla fine vedrà per me è un capolavoro”. Rimasi commosso. L'avrei abbracciato. Ma uscii lo stesso» (21 feb 1962, Diario di bordo).
Quello stesso anno scrive 8 Sintesi radiofoniche edite da "Autori e Scrittori": Il bambino, Fox trot, Rosa rosso, L'aviatrice, Gaby Angelini, Uno schiaffo, Ricerca sperimentale, Beethoven, Il fischio; nessuna di queste opere è stata mai trasmessa.
Avvilito dall'impossibilità di venire rappresentato, Masnata abbandona il campo teatrale e della radio per dedicarsi allo studio sulla poesia.
Nel 1942 viene inviato in qualità di Capitano medico a dirigere il reparto di Chirurgia dell'Ospedale Italiano di riserva n. 3 a Stalino in Russia, dove arriverà anche Edda Ciano come crocerossina. In questo periodo, in cui riceverà le visite dei commilitoni futuristi tra i quali Cesare Andreoni, scrive Principato dell'eternità:
«Questo mio romanzo -solo parzialmente legato ad esperienze personali- non volle essere una rinuncia alla vita. Abdicazione di un futurista -amante della vita- al simbolismo. Al contrario. Ero convinto di non sopravvivere alla guerra. Nella steppa russa tra le isbe e i girasoli pensai come renderci immortali e soprattutto come convincere mia moglie e mia figlia adorata. Forse non ci credevo ma reputavo bene crederci o far credere. Come il personaggio del mio romanzo io avrei sempre vissuto con loro. Ma non essendo poi morto la mia lettera d'amore è diventata inutile e non cercai di pubblicarla». (Nota introduttiva a Principato dell'eternità, collezione privata).
Si rifiuterà di lasciare i 3000 pazienti al momento della ritirata, intimata dai tedeschi, e riuscirà a farsi arrivare un treno per trasportare i malati fino in patria attraversando un paese distrutto e assediato dai nemici.
Tornato in Italia, lavora all'Ospedale Militare organizzato presso l'Almo Collegio Borromeo di Pavia.
Il 26 settembre del 1944 è testimone oculare del bombardamento sul Ponte Vecchio di Pavia e l'anno dopo piangerà la morte del suo maestro Marinetti, che per anni seguì «con cervello di discepolo ma con cuore di figlio» e quella di suo padre scrivendo un'elegia toccante per entrambi.

### Periodo postbellico
Alla perdita delle due persone più influenti nella sua vita, si aggiunge nel 1946 la tragedia della morte della figlia Alessandra portata via della difterite. Gli sarà di conforto l'amico Paolo Buzzi che scriverà per la bambina una lirica dal titolo Tocco d'arpa. L'anno successivo nascerà il figlio Roberto ma il poeta comincerà una lunga pausa artistica dettata dalle tre gravissime perdite affettive.
Impossibilitato a trovare lavoro, inizia a lavorare come direttore della Clinica Casa di Salute a Stradella lasciatagli dal padre.
Nel 1950, nella sua casa di Milano in via Fatebenefratelli 14, viene fondato il “Centro Internazionale di studi sul futurismo” che per varie difficoltà sarà operativo solo negli anni sessanta.
Il 24 giugno del 1961 inizia il Diario di bordo dove annota i ricordi di una vita. Qualche mese dopo arriva secondo al “Concorso Nazionale Gastaldi per la Poesia” con il poemetto Isabella diventa una mamma che verrà poi pubblicato nel '62 da Gastaldi Editore.
Tra le delusioni sia affettive che lavorative, Masnata continua i suoi studi di ricerca visuale ed arriva a pubblicare nel 1961 i Poemi Grafici:
«Io, Pino Masnata, non ho mai smesso di scrivere tavole parolibere (Paesaggio Pavese 1950) ma da molti anni medito quanto sarebbe più efficace una tavola parolibera se potesse superare l'impossibilità d'intesa verbale universale. Un giorno nel 1956 sono messo a letto dalle coronarie. Allora medito e tento. Comincio a muovere la penna sui fogli di carta bianca. Agli inizi vado a tentoni e mi diverto sapendo esattamente su quale sentiero devo indirizzarmi. Sublime fascino dell'esplorazione di un mondo di sconosciuta poesia. La gioia della creazione -dice Bernard Berenson- comincia quando sorride la speranza di aver trovato il geroglifico, la cifra, il simbolo, la forma generale la conversione insomma, che sarà compresa. Dapprima costruisco dei paesaggi contenenti un messaggio poetico. Sono nettamente derivati dalle mie Tavole Parolibere (prima maniera). Poi scopro che si può fare un discorso conducendo una linea continua. È un punto tracciante un movimento che si agita vive descrive evoca una successione di parole-idee (seconda maniera). In ultimo traccio dei percorsi totalmente o parzialmente astratti. Discorsi e non disegni (terza maniera). Ne scarto con Belloli la metà (quelle che sembrano avere un aspetto pittoricistico) e pubblico il volume Poemi Grafici». (Pino Masnata in Poesia Visiva).
È il punto di arrivo di una ricerca durata una vita su come universalizzare la sua poesia, liberandola dalla schiavitù dell'alfabeto e inventando un linguaggio universale.
L'anno successivo a Milano alla libreria Salto di via Visconti di Modrone 18 avviene la presentazione al pubblico di Poemi Grafici. Il titolo della mostra organizzata da Lucia Beato è “Poemi grafici nel panorama antologico della poetica futurista di Pino Masnata”. I Poemi Grafici sono «poesia senza parole», «una scrittura ideale, ma non un disegno: perché non rappresenta ma sostanzia i significati», il percorso della linea crea i pensieri, a volte tristi e altre umoristici.
Dal 1962 al 1965 lavora intensamente su un saggio sulla poesia visiva per il quale trova importante materiale nelle case degli amici futuristi Gino Soggetti e Angelo Rognoni. Il testo verrà pubblicato postumo nel 1984 con la prefazione di Mario Verdone, il più illustre tra gli studiosi del futurismo. Nell'introduzione spiega l'oggetto e le motivazioni di questo studio:
«La poesia visiva è ancora ignorata dalla critica letteraria mentre io e i miei amici crediamo nella sua progressiva affermazione. Essa ci appare come la forma di poesia più aderente alla nostra attuale civiltà elettrica dominata dall'immagine. Questo mio studio per quanto difficilmente condotto in un campo che manca completamente di letteratura critica me ne ha rafforzato la convinzione. […] Poesia visiva o Poesia visuale? … Visiva è la tecnica ottica che si contrappone alle altre infinite tecniche di poesia. Visuale è l'emozione finale trovata trasmessa e ricevuta in unione al significato verbale e spirituale della raggiunta poesia. Quindi poesia visiva. Perché è uno studio di tecnica o se vi piace di sintassi visiva». (da Poesia Visiva, storia e teoria con un percorso iconografico, presentazione di Mario Verdone, Bulzoni, Roma, 1984. )
È del 1967 un ultimo Corpo di Poesia a tre dimensioni con il titolo Inno alla velocità, realizzato in cartone, un «bozzetto per una costruzione in materiale trasparente (altezza metri 30) da realizzare all'ingresso di una autostrada» (da Nota a Inno alla Velocità, collezione privata), prima che il 22 ottobre del 1968 sopraggiunga la morte nella sua casa di Stradella.

## Opere
- Tocca a me! Azione visionica futurista, in “Roma futurista”, n. 7, Roma, 22 feb 1920.
- Manifesto del teatro visionico, in “La testa di ferro”, Milano - Fiume, 14 nov 1920.
- Il Teatro visionico nota ed esempio. Roma Futurista. 22-2-1920.
- Anime sceneggiate, prefazione di F.T. Marinetti, edizioni futuriste di poesia, Milano - Roma, 1930.
- La bambina ammalata, radiofantasia in “Oggi e domani”, Roma, 31 ago 1931.
- Tum-tum ninna nanna (o Il cuore di Wanda), radiopera per musica di Carmine Guarino, Edizione Select, Milano, 1931.
- Tavole parolibere, prefazione di F.T. Marinetti, Edizioni Futuriste di Poesia, Roma, 1932
- Il ritmo e la gelosia, Radio-opera, in “Nicia”, Dicembre 1932.
- Manifesto futurista della radio, in collaborazione con F.T. Marinetti, in Gazzetta del Popolo, Torino, 22 set 1933. Il Resto del carlino, Bologna, 22 set 1933, “Futurismo”, Roma, 01 ott 1933. “La nuova Italia”, Porto Allegre, 19 ott 1933. “World-Radio”, Londra, 27 ott 1933. “Comoedia”, Parigi, 15 nov 1933. ”Renovacion”, Barcellona, 19 dic 1933. “Stile futurista”, Torino, dic 1934, “Tribune”, Bruxelles, mag 1935, “Esperanto”, Torino, giu 1935. “Autori e scrittori”, Num. 8 ago 1941.
- Canti fascisti della metropoli verde, Parole in libertà, prefazione di F.T. Marinetti, Edizione Morreale, Milano, 1935.
- Manifesto della poesia dei tecnicismi in collaborazione con F.T. Marinetti e firmato da vari poeti. Gazzetta del Popolo, Torino 1937
- Poesia dei ferri chirurgici, con uno studio di Pino Masnata sulla teoria delle parole in libertà e con una sintesi teorica di Marinetti, Edizione Medici Domus, Milano, 1940.
- La matematica futurista immaginativa e qualitativa manifesto in collaborazione con F.T. Marinetti e Marcello Puma. A. e S. Roma 1941
- Sintesi radiofoniche, in “Autori e scrittori”, num. 8, Agosto 1941.
- La radia, 8 esempi, mensile del sindacato nazionale autori e scrittori, Roma, 1941.
- Elegie per la morte di Marinetti e di mio padre. Parole in libertà, edizione privata, Milano, 1945.
- Poemi grafici, Poèmes grafiques, con una lettera manifesto di P. Masnata e con una focalizzazione esegetica di Carlo Belloli, Edizioni di Poesia, Milano-Roma, 1961.
- Isabella diventa una mamma, Gastaldi, Milano, 1962.
- Parole per Acquaviva, in Giovanni Acquaviva, Futurismo 1909 1920 1961, Gastaldi, Milano, 1962.
- Marinetti oggi, edizioni dell'Istituto Internazionale di studi sul futurismo, Milano-Roma, 1964.
- Luciano Folgore, in “Giornale letterario”, Milano, 1966.
- Armando Mazza, in“Giornale letterario”, Milano, 1967.
- Ricordo di Paolo Buzzi, in "Giornale letterario", Milano, 1968.
- Poesia visiva, storia e teoria con un percorso iconografico, presentazione di Mario Verdone, Bulzoni, Roma, 1984.
- Radia, A Gloss of the 1933 Futurist Radio Manifesto,1935. Translation and introduction of M. Fisher, Second Evening Art 2012 Emeryville CA-USA.
- Il nome Radia e altri scritti futuristi, a cura di M. Fisher e L. Fournier Finocchiaro, Pendragon Ed., Bologna, 2021.
- Il Principato dell’eternità, Prefazione di Anna Modena; Introduzione di Ida Serra. Ed. Efesto, Roma, 2023.
- 22 saggi scientifiche di patologia e clinica chirurgica pubblicati tra il 1931 e il 1940.

## Inediti
- 60 Watt, poesie e parole in libertà.
- Poesie brade, poesie e parole in libertà.
- Poemi senza voce (II serie poemi grafici) 1956-1962.
- Corpi di poesia, 1962.
- Poema del sole, poema parolibero.
- E=mc², poesie.
- Teatro radiofonico.
- Teatro per la musica, melodrammi e balletti per la musica di Carmine Guarino.
- Un mantello sulla strada, anima sceneggiata per la musica di Carmine Guarino.
- Fantasie per pianoforte e orchestra, opera per la musica di Carmine Guarino.
- Inno alla velocità.
- Nicoletta, libretto per la musica di Carmine Guarino.
- Il giardino senza cancelli per la musica di Carmine Guarino.
- Rosa rossa progetto di variante per musica elettronica 1933-1963.

## Inoltre
- Teatro del tempo futurista, Mario Verdone, edizioni Lerici, 1969
- Teatro italiano d'avanguardia, Mario Verdone, edizioni Officina, 1970
- Poeti del futurismo, Glauco Viazzi, Longanesi, Milano.
- Il Teatro visionico Teatro contemporaneo, a cura di Mario Verdone. Appendice 1, 1983.